# Radnice ve Vyškově
Renesanční radnice je budova s věží stojící na náměstí v centru města Vyškova. Postavená byla v roce 1569. V přízemí radniční budovy jsou zachovány zbytky renesančního podloubí. Rekonstrukce radniční věže proběhla po druhé světové válce, kdy získala radnice dnešní podobu. Je vysoká 57,33 m a do kopule vede 152 schodů.

## Původní radnice
Středověká původní radnice stávala na náměstí v čp. 32, naproti radnici dnešní. Ve dvoře této radnice býval městský pivovar. Radnice neměla věž, byla na poschodí s třemi místnostmi a okny směrem na náměstí. V době rozkvětu Vyškova v 16. století se měšťané rozhodli ke stavbě radnice nové. S touto stavbou se započalo roku 1568.

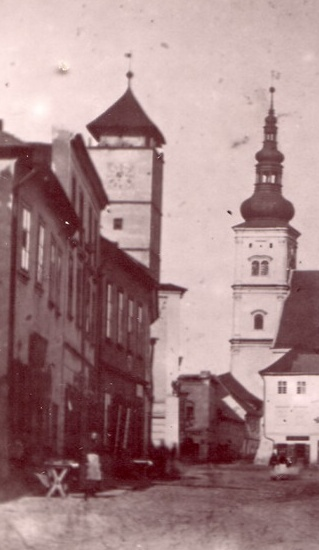
Vzhled radnice roku 1880

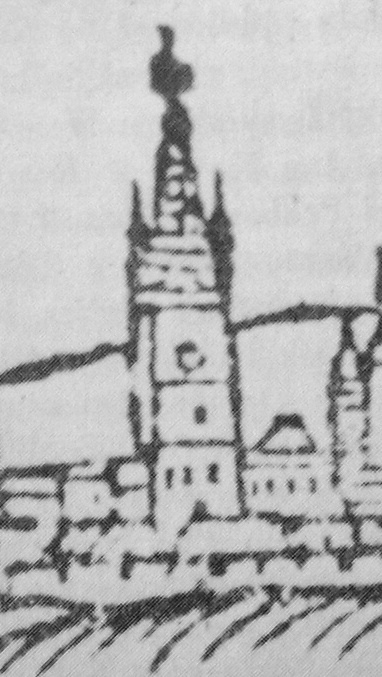
Dřevořezba 1593

## Stavba nové radnice
S úmyslem postavit novou radnici se měšťané obrátili na biskupa Viléma Prusinovského z Víckova. Žádali o svolení lámati kámen (litavský vápenec) v lomu u Hlubočan, který tehdy patřil klášteru ve Starém Brně. Radnice byla dokončena za rok. Nad vchod byl umístěn znak města v renesančním rámu s letopočtem 1569 hned vedle znaků olomouckých biskupů. Celá radnice byla postavena v renesančním slohu. Měšťané odměnou za postavení krásné radnice dostali roku 1570 právo pečetiti červeným voskem. Radniční věž byla zakončena galerií z pískovcové obruby s ozdobami vtesaných hlav, měla báň s galerií tvořenou ve třech poschodích s úzkým hrotem na vrcholu.
Prvním dochovaným obrázkem radnice je dřevořezba Jana Willenbergera z roku 1593. Vyobrazení zachycuje radnici od severu. Celé podání je na ploše 7 cm² a je na titulní straně díla Bartoloměje Paprockého Zrcadlo slavného markrabství Moravského.

### První pohroma
7. srpna 1609 ze čtvrtka na pátek se ozval na náměstí velký výbuch. Do radnice okolo půlnoci, při velké bouři uhodil blesk. Tehdy byly ve sklepení uloženy 2 tuny střelného prachu, které rozmetaly výbuchem věž i tři přilehlé domy, usmrtily 3 osoby a dvě byly zasypány v suti.
Po tomto neštěstí byla radnice opravena teprve za 4 roky (1613) a nad magistrátní kancelář byla vsazena pamětní deska na památku tohoto neštěstí.
Text pamětní desky doslova zněl:
L.P. 1613 tato nová radní světnice a sklep tento sirotčí - po zkáze hromobití, které se stalo 1609 roku, 7. den srpna mezi první a druhou hodinou s půl noci a to tímto způsobem, že v tomto sirotčím sklepě dvě tuny prachu, které 4 centýře vážily, do toho prachu hrom udeřil a od toho uderení celou radní světnicu, sklípek sirotčí a s každé strany jeden dům pobořilo, tak se znamenitá škoda jak na stavení, tak na sirotčích legistech purkreditních a také obecních učiněna jest - zase vnovu vystavěna a obnovena.

Tato pamětní deska setrvala na radnici až do roku 1818 kdy byla nahrazena tabulí novou německy psanou.

### Druhá pohroma
Druhou horší pohromou byl rok 1753 a 1754 kdy došlo ke dvěma ničivým požárům města. Za oběť ohnivému živlu padlo celé město i s radnicí. Z bývalé věžní galerie se po požáru stala jen plochá stříška s kovovým obalem. V této podobě s provizorní stříškou radnice zůstala dlouhých 131 let až do roku 1884. I když v říjnu roku 1819 proběhla oprava radniční věže tato plochá stříška zůstala.

## Úprava věže (1884)

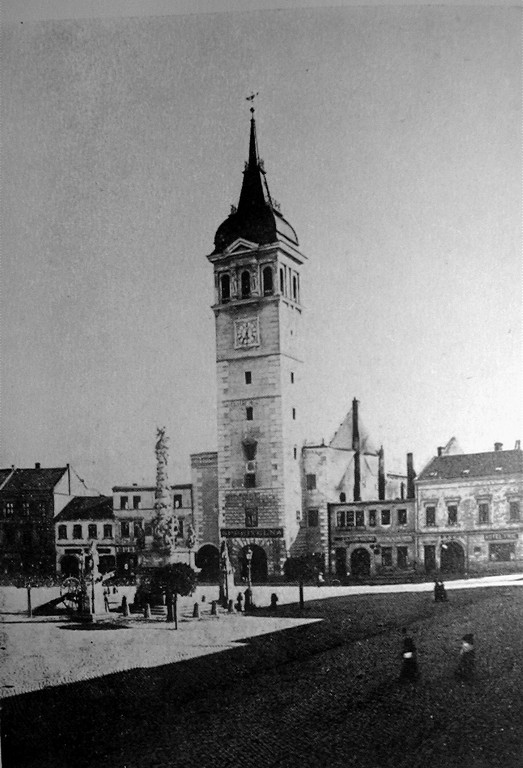
Podoba staré radnice okolo roku 1917

Úpravu radniční věže prováděl roku 1884 vyškovský stavitel Peter Burg. Vzhled radnice se tohoto roku podstatně změnil. Nad posledním patrem s hodinami byla nasazena římsa, nesená konsolami a bylo přistavěno další patro prolomené obdélnými segmentově ukončenými okny, oddělenými pilastry. Věž byla zastřešena helmou v podobě přilby se dvěma ochozy s vysokým jehlancem.
S tímto vzhledem radnice přečkala ničivý požár z roku 1917 a úpravu vyhořelé radnice až do roku 1945.

### Požár roku 1917
V protokolu c.k. hejtmanství ve Vyškově ze dne 4. srpna 1917 se píše:
Po požáru města byla ustanovena komise na opravu vyhořelé radnice, která se toho dne sešla a zjistila toto: Radniční věž, vestibul v přízemí, zasedací síň uchovány po požáru dne 21. května 1917, zato zničeny byly krovy celé budovy, hlavní i dvorního křídla, stropy nad 2. patrem hlavního a prvním patrem dvorního traktu. Na schůzi městské rady 7. července 1917 bylo usneseno zadati celou úpravu radnice i sousedního domu čp. 109 ofertním řízením. 
Jednalo se o úpravu úředních místností v 1. patře, úpravu bytů strážníků v hlavní budově nad zasedací síní, zhotovení nových stropů, úpravy domu čp. 109 a zhotovení krovu.

## Úprava věže (1945)
Během válečných událostí byla věž natolik poškozena, že musela být provedena renovace radniční věže.
Celé patro s hodinami bylo sneseno a místo toho byl nasazen menší kubus , kolem nějž obíhá ochoz , nesoucí helmici. Helmici nesou sloupky s dalším menším ochozem na níž je nasazena lucerna s osmi sloupky a zastřešení je ukončeno bání s korouhvičkou. V rozích helmice jsou nárožní věžičky naznačeny pouze schematicky. Na věži jsou dochovány cymbály z roku 1753.
Další opravou radniční věž prošla v letech 1969 – 1970. Tato oprava se týkala omítky. Byla použita kletovaná omítka provedena obvyklým způsobem používaným v renesanci. A to hlazením zednickou lžící.
V roce 2006 byl upraven fasádní nátěr radniční věže a dne 13. října 2007 byla slavnostně nasazena na kupoli nová korouhvička. Do korouhve byl uložen balíček s odkazem příštím generacím.

## Externí odkazy

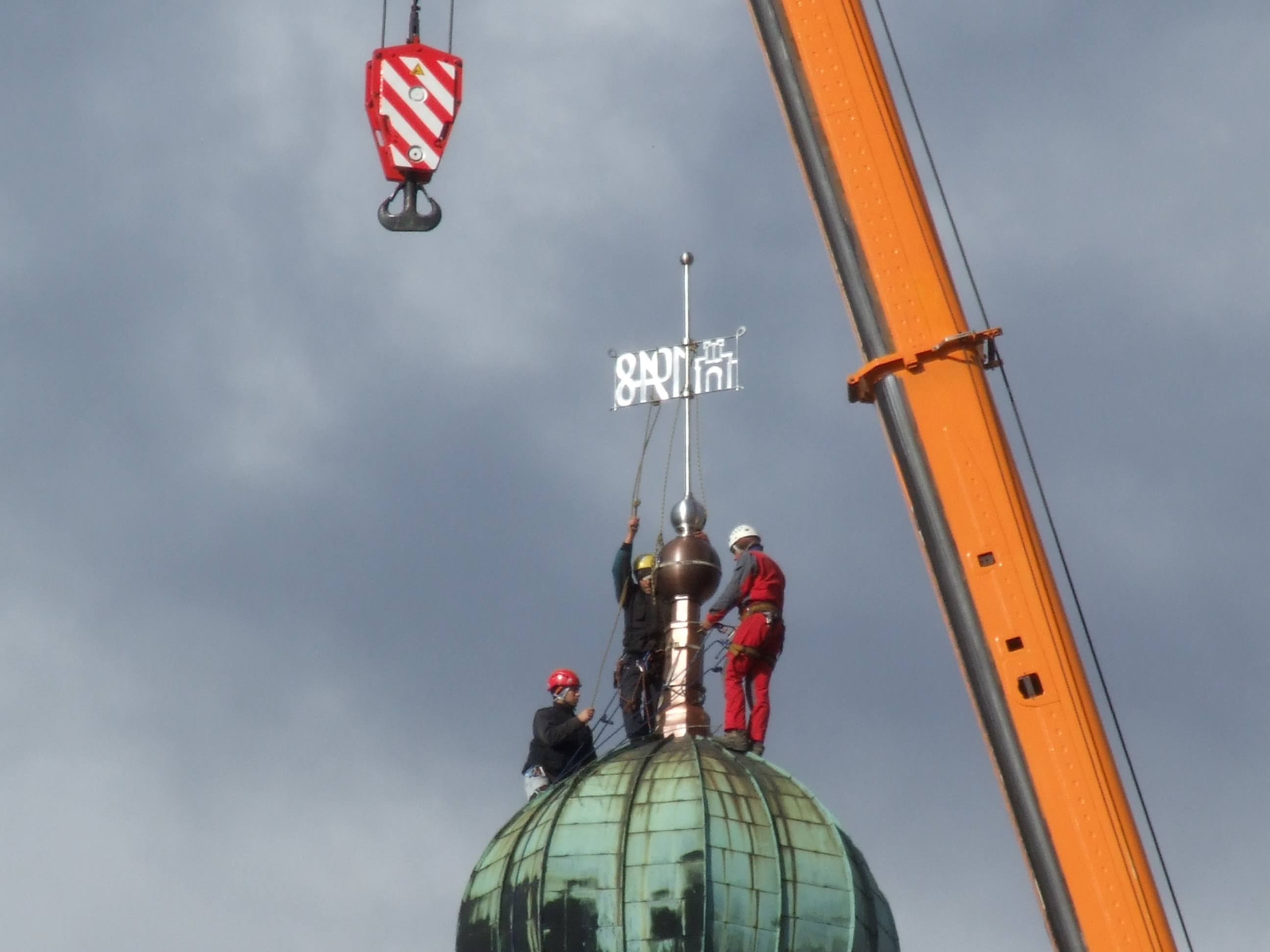
Nasazení nové korouhvičky 13. října 2007